# Аца Патлиџановић
Аранђел Аца Патлиџановић (Неготин, 1921 — Салаш, 1941), студент, члан КПЈ, револуционар и учесник Народноослободилачке борбе, један од организатора Крајинског партизанског одреда.

## Биографија
Аранђел Аца Патлиџановић рођен је 21. септембра 1921. године у Неготину. Основну школу и гимназију завршио је у родном граду, а затим уписао студије Медицинског факултета у Београду. Још као ученик седмог разреда гимназије, 1938. упознаје се са Љубом Нешићем и Ђорђем Симеоновићем, студентима права и познатим комунистима из Тимочке Крајине.

### Политички рад
Марта 1939. године, студенти, чланови Савез комунистичке омладине и чланови КПЈ из Тимочке Крајине формирали су Омладинску секцију у оквиру већ постојећег Удружења Тимочана и Крајинаца у Београду да би створили могућност илегалног рада на терену. Иницијатори за формирање ове секције били су Димитрије Тодоровић Каплар, студент из Књажевца, Ђорђе и Јанко Симеоновић, студенти права из Подгорца, Љубомир Љуба Нешић из Зајечара, Сретен Вучковић, студент права из Доњег Милановца. Сретен Вучковић је формирао и Омладинску секцију у Доњем Милановцу, а Аца Патлиџановић и Срба Бешир у Неготину.
Новембра 1939. године у присуству Добривоја Радосављевића Бобија, Љубомир Љуба Нешић је формирао први актив Савеза комунистичке омладине Југославије у Неготину чије су руководство чинили: Миомир Радосављевић Пики, тада ученик Учитељске школе у Неготину, Аца Патлиџановић, ученик гимназије и Милић Настић Оџа, обућарски радник.
Средином 1940. Аца Патлиџановић долази у Неготин  и одмах се повезује са Љубом Нешићем и Добривојем Радосављевићем Бобијем. Приликом формирања партијског руководства за северну Крајину примљен је у КПЈ.
На састанку у Шуљевцу 1. августа 1941. договорено је да се сви планирани чланови будућег Крајинског партизанског одреда 16. августа састану на Алији, на тромеђи села Рогљево, Мокрање и Речка и до тог времена прикупе што више оружја и санитетског материјала. Том састанку је присуствовао и Аца Патлиџановић, као и првом састанку бораца Крајинског партизанског одреда, у строју од 19 првих бораца, међу којима су били и Бранко Перић, Љуба Нешић, Срба Бешир, Саво Драгојевић, Радомир Раде Недељковић и други.
У одреду је добио дужност одредског лекара и партизанско име Доктор.

### Погибија
Крајински партизански одред након своје прве оружане акције и напад на железничку станицу Брусник 17. августа 1941, организовао је у ноћи између 21. и 22. августа и напад на железничку станицу у Салашу. Том приликом погинуо је срески начелник Добросав Алексић, поручник Ђорђе Цветковић и жандармеријски поднаредник Душан Д. Хајваз.
У том нападу гине и Аранђел Аца Патлиџановић али и професор Саво Драгојевић. Обојица су сутрадан сахрањени у Салашу, у којем је захваљујући овој акцији практично ослобођен целокупан простор Крајинског среза чиме су били створени услови за успостављање прве народне власти на слободној територији.

## Спомен обележја
Неготинским првоборцима подигнута је на улазу у неготинско гробље Спомен костурница. Именом Аце Патлиџановића названа је и једна од улица у Неготину.